# Naevus dorsiplaga
Naevus dorsiplaga är en insektsart som beskrevs av Heller och Rauno E. Linnavuori 1968. Naevus dorsiplaga ingår i släktet Naevus och familjen dvärgstritar. Inga underarter finns listade i Catalogue of Life.